# Homosexualität in Sierra Leone

Geografische Lage von Sierra Leone

Homosexualität in Sierra Leone ist in weiten Teilen der sierra-leonischen Gesellschaft tabuisiert. Homosexuellen Personen werden die grundlegendsten Menschenrechte verweigert.

## Illegalität
Homosexuelle Handlungen sind in Sierra Leone bei Männern laut dem Offences against the Person Act 1861, Abschnitt 61 illegal. Sexuelle Handlungen zwischen zwei Frauen sind legal. Es drohen Männern drakonische Strafen bis zu lebenslanger Haft. Strafen werden in der Praxis selten verhängt.
Es existiert kein Antidiskriminierungsgesetz in Sierra Leone. Eine staatliche Anerkennung von gleichgeschlechtlichen Paaren besteht weder in der Form der gleichgeschlechtlichen Ehe noch in einer eingetragenen Partnerschaft in Sierra Leone.

## Aktuelle Geschehnisse
Trotz eines gesetzlichen Verbotes wurde, scheinbar auf Druck der Vereinigten Staaten von Amerika und der Europäischen Union, unter Schirmherrschaft von Staatspräsident Ernest Koroma, Anfang 2017 die erste homosexuelle Ehe genehmigt. Dies habe zu einem Aufschrei in der Bevölkerung geführt.